# 夏娃·貝斯
愛美莉·“夏娃”·貝斯（英語：Emily “Eve” Best，1980年5月22日—）是一位英國女演員和導演。她因在Showtime電視劇集《護士當家》（2009－2013年）中飾演埃莉諾·奧哈拉醫生（英語：Dr. Eleanor O'Hara）、在PBS電視紀錄特輯《美國歷史》 （2011年）中飾演第一夫人多莉·麦迪逊以及在BBC迷你劇《榮耀之女》（2014年）中飾演莫妮卡·查特溫（英語：Monica Chatwin）而聞名。她還在2010年電影《国王的演讲》中飾演华里丝·辛普森。
貝斯因在戲劇《海達·高布勒》中飾演標題主角海達·高布勒（英語：Hedda Gabler）而贏得2006年奧利花獎最佳戲劇女主角。她在2007年憑自己的百老匯處女作《月照不幸人》贏得戏剧桌奖最佳戲劇女主角，並獲得她兩次提名東尼獎最佳戲劇女主角中的第一次；第二次是2008年的《回鄉》。她在2015年的《今之昔》中重返百老匯。2022年，她在HBO的《龍族前傳》中飾演雷妮絲·坦格利安公主（英語：Princess Rhaenys Targaryen）。

## 早年生活和教育
貝斯在伦敦的拉德伯克街出生並長大，她是一名設計記者和一名女演員的女兒。她9歲時曾在倫敦的W11 Opera兒童歌劇院演出。在進入牛津大学林肯学院研讀英語之前，她曾就讀於威科姆修道院女子學校。從牛津大學畢業後，她參與牛津大學戲劇協會的製作並在愛丁堡音樂節演出，她在南華克劇院的《无事生非》中飾演碧翠絲首次亮相。

## 職業生涯
在倫敦一些末流劇院工作後，貝斯在伦敦皇家戏剧艺术学院接受培訓。1999年畢業後，她在新維克劇場出演重演版的《極度浪漫的亂倫》，並因此分別贏得旗幟晚報劇院獎和評論家協會劇院獎的兩項最佳新人獎；她用祖母的名字作為自己的藝名，因為愛美莉·貝斯（英語：Emily Best）這個名字已經被其他人在英國演員權益協會註冊了。
貝斯因在戲劇《海達·高布勒》中飾演標題主角海達·高布勒（英語：Hedda Gabler）而在2006年贏得一項奧利花獎，並於次年在尤金·奥尼尔的戲劇《月照不幸人》中飾演喬西（英語：Josie）而再次獲得該獎項的提名。2007年初，她出演了克鲁西布剧院製作的《皆大歡喜》，作為劇院該季戲劇演出的一部分，其有一小段時間在史特拉福的天鵝劇院（英語：Swan Theatre）演出。同年，她在百老匯的《月照不幸人》中演出，並獲提名東尼獎最佳戲劇女主角。
貝斯在紐約科特劇院演出哈罗德·品特的《回鄉》，該戲劇亦由伊恩·麥克夏恩、勞爾·埃斯帕扎和邁克爾·麥基恩共同演出。2011年，她在莎士比亞環球劇院再次在廣受好評的《无事生非》中飾演碧翠絲，並於2012年出演舊維克劇場製作的《馬克白》。2014年夏天，她出演莎士比亚环球剧场版《安東尼與克麗奧佩托拉》中的主角克娄巴特拉七世。她在2015年重演版的品特戲劇《今之昔》中搭檔克萊夫·歐文和凱莉·雷利重返百老匯。她在莎士比亞的《魯克麗絲失貞記》的拿索斯有聲書中以魯克麗絲的身份出現。
貝斯的電視作品包括《頭號嫌疑犯》（2006年）、《喚醒死者》（2004年）、《薛克頓》（2002年）和《林尼探案集》（2005年）。2000年，她出演BBCRadio 4製作的《愛瑪》。她在2009年6月首播的Showtime黑色幽默劇集《護士當家》中聯合主演埃莉諾·奧哈拉醫生（英語：Dr. Eleanor O'Hara）。她在哥連·費夫和杰弗里·拉什主演的《国王的演讲》中飾演溫莎公爵夫人（英語：Duchess of Windsor）——华里丝·辛普森。2013年，她與威廉·赫特在《挑戰者》聯合主演，飾演第一位進入太空的美國女性萨莉·莱德，該劇是把調查1986年挑战者号航天飞机灾难的羅傑斯委員會劇戲劇化並製成電視劇。2021年，她在《Fate：魔法俏佳人傳奇》中飾演女校長法拉·道林（英語：Farah Dowling）。
2022年，貝斯在HBO的《龍族前傳》中飾演“無冕女王”雷妮絲·坦格利安公主（英語：Rhaenys Targaryen）。

## 作品列表

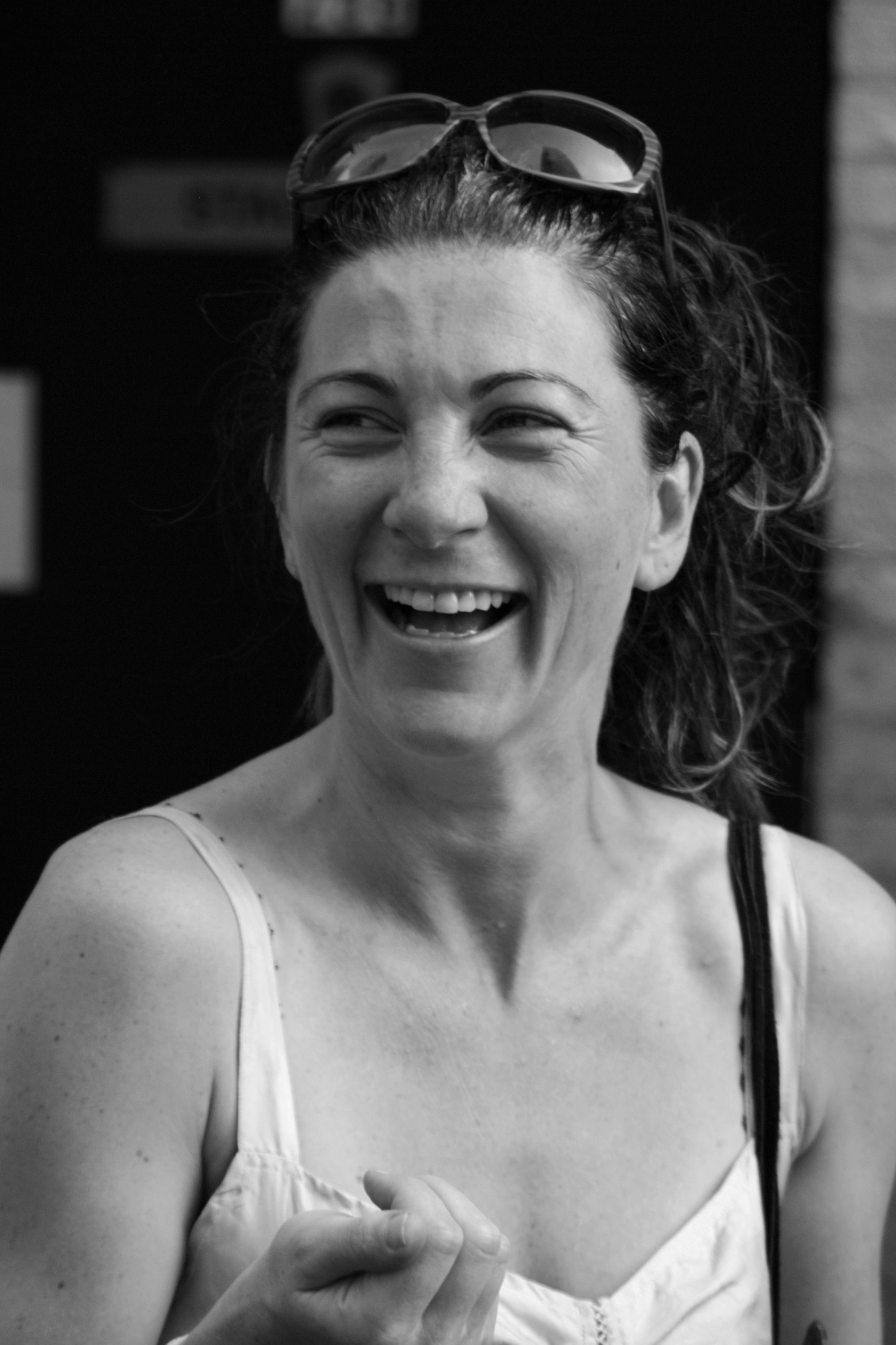
貝斯於2007年5月27日在紐約市演出《月照不幸人》之後

### 電影
| 年份 | 標題                         | 角色                   | 附註   |
| ---- | ---------------------------- | ---------------------- | ------ |
| 2001 | 《Brilliant!》               | 尼娜（英語：Nina）         | 短片   |
| 2004 | 《鄉間小屋》 （英語：The Lodge）      | 尤尼（英語：Yuni）         | 短片   |
| 2010 | 《国王的演讲》               | 华里丝·辛普森          |        |
| 2014 | 《Someone You Love》         | 凱特（英語：Kate）         |        |
| 2015 | 《萬物一體》                 | 旁白                   | 紀錄片 |
| 2018 | 《A Woman of No Importance》 | 阿巴茲諾夫人（英語：Mrs. Arbuthnot） |        |

### 電視
| 年份              | 標題                     | 角色                          | 附註                         |
| ----------------- | ------------------------ | ----------------------------- | ---------------------------- |
| 2000              | 《The Bill》             | 安妮（英語：Anne）                | 單集：“Beasts”               |
| 2000              | 《急診室》               | 安珀·荷普（英語：Amber Hope）           | 單集：“Seize the Night”      |
| 2001              | 《無限世界》             | 艾倫·麥吉爾維瑞（英語：Ellen McGillvray）     | 迷你劇                       |
| 2002              | 《薛克頓》               | 埃莉諾·薛克頓（英語：Shackleton (TV serial)）       | 迷你劇                       |
| 2004              | 《喚醒死者》             | 娜塔莎·布魯姆（英語：Natasha Bloom）       | 單集：“Shadowplay: Part 1”   |
| 2004              | 《Lie with Me》          | 羅絲琳·泰勒（英語：Roselyn Tyler）         | 迷你劇                       |
| 2005              | 《林尼探案集》           | 阿曼達·吉布森（英語：Amanda Gibson）       | 單集：“In Divine Proportion” |
| 2006              | 《頭號嫌疑犯》           | 琳達·飛利浦（英語：Linda Philips）         | 主要角色                     |
| 2006              | 《生命徵象》             | 莎拉·卡特賴特（英語：Sarah Cartwright）       | 主要角色                     |
| 2009－2013； 2015 | 《護士當家》             | 埃莉諾·奧哈拉醫生（英語：Dr. Eleanor O'Hara）   | 主要角色                     |
| 2010              | 《美國歷史》             | 多莉·麦迪逊                   | 單集：“Dolley Madison”       |
| 2010              | 《若影若線》             | 佩特拉·梅勒（英語：Petra Mayler）         | 3集                          |
| 2012              | 《整夜难眠》             | 伊馮娜·恩坎托（英語：Yvonne Encanto）       | 單集：“New Boss”             |
| 2013              | 《挑戰者》               | 萨莉·莱德                     | 電視電影                     |
| 2014              | 《新世界》               | 安吉莉卡·範莎（英語：Angelica Fanshawe）       | 單集：“ Episode #1.1”        |
| 2014              | 《榮耀之女》             | 莫妮卡·查特溫（英語：Monica Chatwin）       | 主要角色                     |
| 2015              | 《衝破囚籠》             | 凡妮莎·貝爾                   | 主要角色                     |
| 2016－2017        | 《鐲來運轉》             | 安娜·克萊頓（英語：Anna Clayton）         | 主要角色                     |
| 2021－2022        | 《Fate：魔法俏佳人傳奇》 | 法拉·道林（英語：Farah Dowling）           | 主要角色                     |
| 2022－2024        | 《龍族前傳》             | 雷妮絲·坦格利安公主（英語：Princess Rhaenys Targaryen） | 主要角色                     |
| 2023              | 《Maryland》             | 罗莎琳（英語：Rosaline）              | 迷你剧                       |
| 2023              | 《王冠》                 | 卡蘿·密道頓（英語：Carole Middleton）         | 主要角色                     |

### 舞臺
| 年份       | 標題                         | 角色                    | 會場                                          |
| ---------- | ---------------------------- | ----------------------- | --------------------------------------------- |
| 1995       | 《无事生非》                 | 碧翠絲（英語：Beatrice）        | 伦敦南華克劇院                                |
| 1996       | 《Sisters, Brothers》        | －                      | 伦敦蓋特劇院                                  |
| 1999       | 《極度浪漫的亂倫》           | 安娜貝拉（英語：Annabella）      | 伦敦新維克劇場                                |
| 2000       | 《斷腸花》                   | 凱瑟琳（英語：Catherine）        | 伦敦皇家國家劇院                              |
| 2000       | 《櫻桃園》                   | 瓦里亞（英語：Varya）        | 伦敦皇家國家劇院                              |
| 2001       | 《馬克白》                   | 馬克白夫人（英語：Lady Macbeth）    | 伦敦莎士比亚环球剧场                          |
| 2002       | 《The Misanthrope》          | 珍妮弗（英語：Jennifer）        | 伦敦席車士打節劇院                            |
| 2002       | 《烏托邦之岸》               | 柳博夫·巴枯寧（英語：Liubov Bakunin） | 伦敦皇家國家劇院                              |
| 2003       | 《三姊妹》                   | 瑪莎（英語：Masha）          | 伦敦皇家國家劇院                              |
| 2003       | 《悲悼》                     | 拉維尼婭·曼農（英語：Lavinia Mannon） | 伦敦皇家國家劇院                              |
| 2005       | 《海達·高布勒》              | 海達（英語：Hedda）          | 伦敦阿爾梅達劇院； 伦敦约克公爵剧院           |
| 2006－2007 | 《月照不幸人》               | 喬西（英語：Josie）          | 伦敦舊維克劇場； 纽约布魯克斯阿特金森劇院     |
| 2007       | 《皆大歡喜》                 | 羅莎琳德（英語：Rosalind）      | 谢菲尔德克鲁西布剧院； 錫菲天鵝劇院（英語：Swan Theatre） |
| 2007－2008 | 《回鄉》                     | 露絲（英語：Ruth）          | 纽约科特劇院                                  |
| 2011       | 《无事生非》                 | 碧翠絲（英語：Beatrice）        | 伦敦莎士比亚环球剧场                          |
| 2012       | 《愛在黑暗蔓延時》           | 公爵夫人（英語：The Duchess）      | 伦敦舊維克劇場                                |
| 2013       | 《馬克白》                   | 導演                    | 伦敦莎士比亚环球剧场                          |
| 2014       | 《安東尼與克麗奧佩托拉》     | 克麗奧佩托拉（英語：Cleopatra）  | 伦敦莎士比亚环球剧场                          |
| 2015       | 《今之昔》                   | 安娜（英語：Anna）          | 百老匯美國航空劇院                            |
| 2017       | 《Love in Idleness》         | 奧利維亞·布朗（英語：Olivia Brown） | 伦敦梅尼爾巧克力工廠 伦敦阿波罗剧院           |
| 2017       | 《A Woman of No Importance》 | 阿巴茲諾夫人（英語：Mrs. Arbuthnot）  | 伦敦杂耍剧院                                  |

## 獲獎和提名

### 影視
| 年份 | 獎項           | 類別                   | 提名作品                              | 結果 |
| ---- | -------------- | ---------------------- | ------------------------------------- | ---- |
| 2013 | 美國演員工會獎 | 電視喜劇類最佳集體演出 | 《護士當家》； 與劇中其他演員共獲提名 | 提名 |

### 舞臺
| 年份 | 獎項             | 類別                                             | 提名作品           | 結果 |
| ---- | ---------------- | ------------------------------------------------ | ------------------ | ---- |
| 1999 | 旗幟晚報劇院獎   | 最佳新人 （英語：Outstanding Newcomer）                              | 《極度浪漫的亂倫》 | 獲獎 |
| 1999 | 評論家協會劇院獎 | 傑克·廷克最有前途新人獎（劇作家除外） （英語：The Jack Tinker Award for Most Promising Newcomer (other than a playwright)） | 《極度浪漫的亂倫》 | 獲獎 |
| 2003 | 評論家協會劇院獎 | 最佳女主角 （英語：Best Actress）                            | 《悲悼》           | 獲獎 |
| 2005 | 評論家協會劇院獎 | 最佳女主角                                       | 《海達·高布勒》    | 獲獎 |
| 2006 | 奧利花獎         | 最佳戲劇女主角                                   | 《海達·高布勒》    | 獲獎 |
| 2007 | 戏剧桌奖         | 最佳戲劇女主角                                   | 《月照不幸人》     | 獲獎 |
| 2007 | 奧利花獎         | 最佳戲劇女主角                                   | 《月照不幸人》     | 提名 |
| 2007 | 東尼獎           | 最佳戲劇女主角                                   | 《月照不幸人》     | 提名 |
| 2008 | 東尼獎           | 最佳戲劇女主角                                   | 《回鄉》           | 提名 |

## 外部連結
- 夏娃·貝斯在互联网电影资料库（IMDb）上的資料（英文）